# Maher Ameur
Pour les articles homonymes, voir Ameur.
Maher Ameur, né le 7 février 1987 à Tunis, est un footballeur tunisien évoluant au poste d'attaquant.

## Carrière
- 2000-2001 : Avenir sportif de Gabès (Tunisie)
- 2001-2009 : Club africain (Tunisie)
- 2009-2010 : Jeunesse sportive kairouanaise (Tunisie)
- 2011-2014 : Espérance sportive de Zarzis (Tunisie)
- 2014 : Grombalia Sport (Tunisie)
- 2014-2015 : Club sportif de Hammam Lif (Tunisie)
- 2015 : Étoile sportive de Métlaoui (Tunisie)

## Palmarès
- Championnat de Tunisie : 2008
- Finaliste de la coupe de Tunisie : 2006